# آبگار مورادیان
آبگار گورگنی مورادیان (ارمنی: Աբգար Գուրգենի Մուրադյան؛  زادهٔ ۳ آوریل ۱۹۴۴) موسیقی‌دان و کارشناس علوم پرورشی اهل ارمنستان است. وی از سال میلادی تاکنون مشغول فعالیت بوده است.

## زندگی‌نامه
وی در ۳ آوریل ۱۹۴۴ ‏در ایروان به دنیا آمد و از کنسرواتوار دولتی کومیتاس ایروان (۱۹۷۱) فارغ‌التحصیل گشت. وی در ارکستر فیلارمونیک ارمنستان، هنرستان قازاروس ماریان، کالج دولتی موسیقی رومانوس ملیکیان و کنسرواتوار دولتی کومیتاس ایروان فعالیت می‌کرد. همچنین برندهٔ جوایزی همچون هنرمند شایسته ارمنستان شوروی (۱۹۸۵) شده است.